# Campionato mondiale giovanile di scherma 2018
Il Campionato mondiale juniores di scherma del 2018 ("2018 World Juniors Fencing Championships") è stato organizzato dalla Federazione internazionale della scherma e si è svolto a Verona in Italia.
Nel fioretto, si sono aggiudicati i titoli dei campionati mondiali lo statunitense Nick Itkin, che ha battuto in finale l'italiano Tommaso Marini, e la nipponica Yuka Ueno che ha avuto la meglio sull'italiana Martina Favaretto.
Nella spada il francese Luidgi Midelton ha battuto in finale l'italiano Davide Di Veroli, ottenendo il titolo mondiale juniores maschile, mentre tra le donne la russa Anastasija Soldatova ha superato la polacca Falińska.
Nella sciabola il russo Lochanov prevale sul francese Patrice, mentre la russa Ol'ga Nikitina ha battuto la messicana Botello.
Nei campionati mondiali juniores a squadre maschili, la nazionale russa ha prevalso nella finale del fioretto contro la Francia, mentre la compagine magiara ha vinto nella spada contro la formazione francese, ed infine la nazionale italiana ha avuto la meglio sulla compagine russa nella sciabola.
Nei campionati mondiali juniores a squadre femminili, la nazionale statunitense ha prevalso nella finale del fioretto contro Singapore, l'Italia ha vinto nella spada contro la formazione rumena, ed infine la formazione russa ha avuto la meglio sulla compagine statunitense nella sciabola.

## Podi

### Uomini
| Specialità  | Oro                                                                           | Argento                                                                         | Bronzo                                                                      |
| Individuali |                                                                               |                                                                                 |                                                                             |
| Fioretto    | Nick Itkin                                                                    | Tommaso Marini                                                                  | Sidarth Kumbla Grigorij Semenjuk                                            |
| Spada       | Luidgi Midelton                                                               | Davide Di Veroli                                                                | Máté Koch Lilian Nguefack                                                   |
| Sciabola    | Konstantin Lochanov                                                           | Sébastien Patrice                                                               | Matteo Neri Raoul Bonah                                                     |
| A squadre   |                                                                               |                                                                                 |                                                                             |
| Fioretto    | Russia Grigorij Semenjuk Vladislav Myl'nikov Anton Borodačëv Kirill Borodačëv | Francia Alexandre Ediri Wallerand Roger Rafael Savin Pierre Loisel              | Stati Uniti Sidarth Kumbla Geoffrey Tourette Kenji Bravo Nick Itkin         |
| Spada       | Ungheria Tibor Andrásfi Dávid Nagy Máté Koch Gergely Debnár                   | Francia Arthur Philippe Luidgi Midelton Lilian Nguefack Simon Contrepois        | Italia Gianpaolo Buzzacchino Valerio Cuomo Davide Di Veroli Giacomo Paolini |
| Sciabola    | Italia Alberto Arpino Raffaele Minischetti Giacomo Mignuzzi Matteo Neri       | Russia Mark Stepanov Anatolij Kostenko Konstantin Lochanov Vladislav Pozdnjakov | Stati Uniti Erwin Cai Mitchell Saron Andrew Doddo Kamar Skeete              |

### Donne
| Specialità  | Oro                                                                         | Argento                                                                                    | Bronzo                                                                            |
| Individuali |                                                                             |                                                                                            |                                                                                   |
| Fioretto    | Yuka Ueno                                                                   | Martina Favaretto                                                                          | Lauren Scruggs Éva Lacheray                                                       |
| Spada       | Anastasija Soldatova                                                        | Julia Falińska                                                                             | Emma Borsody Kinga Nagy                                                           |
| Sciabola    | Ol'ga Nikitina                                                              | Natalia Botello                                                                            | Liza Pusztai Lucia Lucarini                                                       |
| A squadre   |                                                                             |                                                                                            |                                                                                   |
| Fioretto    | Stati Uniti Lauren Scruggs Sylvie Binder May Tieu Delphine Devore           | Singapore Amita Berthier Tatiana Yu Rong Wong Maxine Jie Xin Wong Nicole Mae Hui Shan Wong | Germania Leonie Ebert Sophia Werner Zsofia Posgay Aliya Dhuique-Hein              |
| Spada       | Italia Alessandra Bozza Beatrice Cagnin Eleonora De Marchi Federica Isola   | Romania Zsuzsa Schlier Denisa Barosan Bianca Benea Alexandra Predescu                      | Russia Marina Kesaeva Anastasija Soldatova Ekaterina Tarasova Kristina Jasinskaja |
| Sciabola    | Russia Evgenija Podpaskova Valerija Kobzeva Alina Michajlova Ol'ga Nikitina | Stati Uniti Zara Moss Edith Johnson Elizabeth Tartakovsky Chloe Fox-Gitomer                | Italia Giulia Arpino Beatrice Dalla Vecchia Lucia Lucarini Claudia Rotili         |

## Medagliere
| Pos.   | Nazione     | Oro | Argento | Bronzo | Totale |
| ------ | ----------- | --- | ------- | ------ | ------ |
| 1      | Russia      | 5   | 1       | 2      | 8      |
| 2      | Italia      | 2   | 3       | 4      | 9      |
| 3      | Stati Uniti | 2   | 1       | 4      | 7      |
| 4      | Francia     | 1   | 3       | 2      | 6      |
| 5      | Ungheria    | 1   | 0       | 4      | 5      |
| 6      | Giappone    | 1   | 0       | 0      | 1      |
| 7      | Polonia     | 0   | 1       | 0      | 1      |
| 7      | Messico     | 0   | 1       | 0      | 1      |
| 7      | Romania     | 0   | 1       | 0      | 1      |
| 7      | Singapore   | 0   | 1       | 0      | 1      |
| 11     | Germania    | 0   | 0       | 2      | 2      |
| Totale | Totale      | 12  | 12      | 18     | 42     |